# Bezoek aan het graf van Rubens in de Antwerpse Sint-Jacobskerk
Bezoek aan het graf van Rubens in de Antwerpse Sint-Jacobskerk is een schilderij van Antwerps kunstenaar Philippe-Jacques van Brée (1786-1871).

## Situering
Van Brée schilderde voornamelijk historisch en architectonisch werk, wat ook in dit schilderij tot uiting komt. Het werk geeft een beeld van het interieur van de Sint-Jacobskerk te Antwerpen tijdens de 19e eeuw. Meer bepaald wordt de grafkapel van Peter Paul Rubens afgebeeld. De kapel wordt gedecoreerd door Madonna omringd door Heiligen, een werk van Rubens dat hij omstreeks 1634 vervaardigde.
Op het voorplan zijn vier vrouwen te zien. Waarschijnlijk gaat het om toeristen die tijdens hun verblijf in Antwerpen het graf bezochten. Een vrouw knielt neer op het graf van Rubens, terwijl een andere het schilderij boven het altaar aan het bewonderen is. Een derde vrouw lijkt te lezen en is wellicht de gids.

## Verwerving
Het werk werd in 2017 door de Koning Boudewijnstichting verworven via het Fonds Léon Courtin - Marcelle Bouché en wist het zo vanuit Frankrijk terug naar België te brengen. De aankoop gebeurde op aanvraag van het Koninklijk Museum voor Schone Kunsten Antwerpen, dat het schilderij vervolgens in bruikleen kreeg. Het werk zal in het museum worden getoond in de zaal die gewijd is aan Kijken naar Kunst.